# Bryocodia lepidula
Bryocodia lepidula là một loài bướm đêm trong họ Noctuidae.